# Old Sock
Old Sock es un álbum de estudio del músico británico Eric Clapton, publicado por el sello Bushbranch Records el 12 de marzo de 2013. El álbum incluye versiones de sus canciones favoritas además de dos composiciones propias y la colaboración de artistas invitados como Steve Winwood, J.J. Cale y Paul McCartney.
Tras la publicación de Old Sock, Clapton emprendió una gira de promoción por Estados Unidos que comenzó el 14 de marzo en Phoenix, Arizona, y que culminará en la cuarta edición del Crossroads Guitar Festival en el Madison Square Garden de Nueva York. El álbum alcanzó el puesto siete en la lista estadounidense Billboard 200 y el once en la lista de discos más vendidos del Reino Unido.

## Recepción
Tras su publicación, Old Sock obtuvo en general buenas reseñas de la prensa musical, con una puntuación de 65 sobre 100 en la web Metacritic sobre la base de cinco críticas, una de ellas desfavorable. Según Stephen Erlewine: «En Old Sock, su vigésimo álbum de estudio, suena francamente contento de estar saliendo lentamente del radar de lo convencional, sin importarle cualquier música que podría posiblemente llamarse pop, o sin escribir siquiera sus propias canciones». En el mismo estilo, Will Hermes escribió en su reseña para la revista Rolling Stone: «Por el título, se trata de música confortable, creada por un hombre que parece estar jugando con los amigos. Si a veces suena demasiado cómodo, bueno, Clapton probablemente haya ganado». 
Sin embargo, otros periodistas fueron más duros con la autocomplacencia de Clapton en Old Sock. Según escribió Jason Schneider en Exclaim.ca: «Con las carreras de los gigantes supervivientes de la década de 1960 sobrepasando la marca de los cincuenta años, es difícil imaginar lo que sigue motivándoles. Eric Clapton es un ejemplo perfecto: es un artista bendecido con un inmenso talento. Sin embargo, parece haber caído en un patrón impulsado por la nostalgia: una breve reunión con Cream, una gira con Steve Winwood y Jeff Beck, y colaboraciones con sus principales influencias como BB King y J.J. Cale. Todo ello ha generado más excitación que su trabajo en solitario, y el peso de su legado también tumba Old Sock, una colección placentera pero en última instancia sin inspiración que va desde los clásicos del folk en «Born to Lose» y «Goodnight Irene» al jazz clásico en «All of Me» y «Our Love Is Here to Stay»».

## Lista de canciones
| N.º | Título                                                          | Escritor(es)                                   | Duración |  |
| 1.  | «Further on Down the Road» (con Taj Mahal en armónica y banjo.) | Taj Mahal, Jesse E. Davis                      | 5:42     |  |
| 2.  | «Angel» (con J.J. Cale en guitarra y voces.)                    | J.J. Cale                                      | 3:53     |  |
| 3.  | «The Folks Who Live On the Hill»                                | Oscar Hammerstein II, Jerome Kern              | 3:44     |  |
| 4.  | «Gotta Get Over» (con Chaka Khan en voces.)                     | Doyle Bramhall II, Justin Stanley, Nikka Costa | 4:36     |  |
| 5.  | «Till Your Well Runs Dry»                                       | Peter Tosh                                     | 4:40     |  |
| 6.  | «All of Me» (con Paul McCartney en contrabajo y voces.)         | Gerald Marks, Seymour Simons                   | 3:22     |  |
| 7.  | «Born to Lose»                                                  | Ted Daffan                                     | 4:01     |  |
| 8.  | «Still Got the Blues» (con Steve Winwood en órgano Hammond B3.) | Gary Moore                                     | 5:52     |  |
| 9.  | «Goodnight Irene»                                               | Huddie Ledbetter, John A. Lomax                | 4:20     |  |
| 10. | «Your One and Only Man»                                         | Otis Redding                                   | 4:27     |  |
| 11. | «Every Little Thing»                                            | Doyle Bramhall II, Justin Stanley, Nikka Costa | 4:31     |  |
| 12. | «Our Love Is Here to Stay»                                      | George Gershwin, Ira Gershwin                  | 4:11     |  |

## Personal
- Eric Clapton: voz, guitarras, dobro, mandolina y producción
- Steve Gadd: batería
- Willie Weeks: bajo y contrabajo
- Chris Stainton: teclados
- J.J. Cale: guitarra y voz en «Angel»
- Chaka Khan: coros en «Gotta Get Over»
- Steve Winwood: órgano Hammond B3 en «Still Got the Blues»
- Paul McCartney: contrabajo y voz en «All of Me»
- Jim Keltner: batería en «Our Love Is Here To Stay»
- Doyle Bramhall II: guitarra eléctrica, guitarra acústica, guitarra slide, mandolina, coro y producción
- Walt Richmond: piano vertical y teclados
- Greg Leisz: pedal steel y mandolina
- Taj Mahal: armónica y banjo en «Further on Down The Road»
- Abe Laboriel, Jr.: batería
- Tim Carmon: órgano Hammond B3
- Henry Spinetti: batería
- Justin Stanley: clave, mellotrón, batería, ingeniero de grabación y producción
- Matt Chamberlain: batería
- Matt Rollings: teclados
- Simon Climie: percusión, piano, ingeniero de grabación, mezclas y producción
- Frank Marocco: acordeón
- Gabe Witcher: violín
- Stephen "Doc" Kupka: saxofón barítono
- Joseph Sublett: saxofón tenor
- Nicholas Lane: trombón
- Sal Cracchiolo: trompeta
- Sharon White: coro
- Michelle John: coro
- Julie Clapton: coro en «Every Little Thing»
- Ella Clapton: coro en «Every Little Thing»
- Sophie Clapton: coro en «Every Little Thing»
- Nikka Costa: cantante invitada
- Wendy Moten: cantante invitada
- Lisa Vaughn: cantante invitada
- Nick Ingman: arreglos y dirección de sesión de cuerdas
- Perry Montague-Mason: violín líder
- Thomas Bowes: violín líder
- Alan Douglas: ingeniero de grabación
- Steve Price: ingeniero de grabación